# Robert Lebeau
Robert Lebeau, est un joueur de pétanque français. 

## Clubs
- ?-? : Refuge PC Nation Paris 11ème (Paris)
- ?-? : AB du Chant des Oiseaux Bagneux (Hauts-de-Seine)

## Palmarès[1]

### Séniors

#### Championnat du Monde
Champion du Monde
- Triplette 1972 (avec Jean Paon et Tiburce Mattei) :  Équipe de France

Troisième
- Triplette 1971 (avec Jean Paon et Tiburce Mattei) :  Équipe de France
- Triplette 1978 (avec Jean Paon et Tiburce Mattei) :  Équipe de France

#### Championnats de France
Champion de France
- Triplette 1970 (avec Jean Paon et Tiburce Mattei) : Refuge PC Nation Paris 11ème
- Triplette 1971 (avec Jean Paon et Tiburce Mattei) : Refuge PC Nation Paris 11ème
- Doublette 1975 (avec Jean Paon) : Refuge PC Nation Paris 11ème
- Triplette 1977 (avec Jean Paon et Tiburce Mattei) : Refuge PC Nation Paris 11ème

Finaliste
- Doublette 1986 (avec Jean-Marc Foyot) : AB du Chant des Oiseaux Bagneux

Bol d'Or International de Genève
Vainqueur
- 1985 : Paris (avec Jean-Marc Foyot, Gérard Lavayssière et Stéphane Laouënan)